# Шозда, Станислав
Станислав Шозда (пол. Stanisław Szozda, 25 сентября 1950, Добромеж, Польская Республика — 23 сентября 2013, Прудник, Польша) — польский велогонщик, двукратный серебряный призёр Олимпийских игр. Заслуженный мастер спорта Польши.

## Биография
Выступал за спортивный клуб ЛКС (Ополе). 5-кратный чемпион Польши. Наибольшего успеха велогонщику принесли командные соревнования в шоссейной гонке на 100 км: он дважды — в Мюнхене (1972) и Монреале (1976) — становился серебряным призёром Олимпийских игр. Чемпион мира (1973, 1975) и бронзовый призёр первенства мира (1971, 1977) на той же дистанции.
Завоевал серебряную медаль в индивидуальной гонке на чемпионате мира 1973. Победитель велогонки Мира 1973 в командном зачете, 1974 в личном и командном зачете.
В 1978 г., получив травму позвоночника на велогонке Мира, был вынужден прекратить спортивную карьеру. Переехал в США, работал в качестве тренера у известного американского специалиста Эдди Борисевича. Позже вернулся в Польшу, где стал успешным бизнесменом.